# Plesiophrictus millardi
Plesiophrictus millardi é uma espécie de aranha pertencente à família Theraphosidae (tarântulas).